# Can Prat (Ullà)
Can Prat és una obra d'Ullà (Baix Empordà) inclosa a l'Inventari del Patrimoni Arquitectònic de Catalunya.

## Descripció
Situat en una zona enlairada, és un edifici unifamiliar aïllat, de planta quadrangular, envoltat de jardí. Consta de planta baixa, dos pisos i terrat amb barana. Les obertures són totes allindades. La façana principal presenta un porxo d'accés amb tribuna superior (actualment molt malmès); la façana lateral dreta també té un porxo amb tribuna, amb gran porta d'accés allindanada. El conjunt conserva restes de pintures a la façana, amb motius florals.

## Història
Can Prat data dels segles XIX-XX. En l'actualitat es troba en estat d'abandonament.